# 堀内守
堀内 守（ほりうち まもる、1932年4月10日 - 2013年7月）は、日本の教育学者。名古屋大学名誉教授。

## 来歴
長野県小県郡真田町（現上田市）生まれ。長野県上田高等学校、東京大学教育学部卒業。同大学院社会学研究科（教育学）博士課程満期退学。1971年「コメニウス研究」で名古屋大学より教育学博士の学位を取得。1964年旧・東京都立大学講師、1968年名古屋大学教育学部助教授、1980年教授（教育原論）。名古屋大学大学院多元数理科学研究科教授（社会構造数理）。1996年定年退官、名誉教授、日本福祉大学知多半島総合研究所所長（地域総合研究）。
1982年から遡って約10年前に東京から名古屋に引っ越した際、当時小学生だった自身の息子が読売ジャイアンツ（巨人）の堀内恒夫と同姓であるという理由から学校でいじめを受けたことがあると語っており、その理由については息子が巨人のライバル球団であり、名古屋を本拠地とするプロ野球チームである中日ドラゴンズのファンが多い土地柄ゆえ、「ドラゴンズファンのヤリ玉に上げられたような気がする」と語っている。

## 著書
- 『コメニウス研究』福村出版 1970
- 『教育者 新しい人間像の発見』日本放送出版協会 NHKブックス 1971
- 『教育思想の歴史』日本放送出版協会 NHK市民大学叢書 1975
- 『文明の岐路に立つ教育』黎明書房 1978
- 『構想力の時代』福村出版 1979
- 『構想力の冒険』黎明書房 黎明選書 1979
- 『原っぱとすみっこ 人間形成空間の構想』黎明書房 黎明選書 1980
- 『黒板の思想』黎明書房 黎明選書 1981
- 『手の宇宙誌』黎明書房 黎明選書 1982
- 『コメニウスとその時代』玉川大学出版部 教育の発見双書 1984
- 『世界子どもの歴史 4 ルネッサンス・宗教改革期』第一法規出版 1984
- 『冒険の心こそ成長の芽』第三文明社 灯台ブックス 1984
- 『教育と笑いの復権』玉川大学出版部 玉川選書 1985
- 『知の喚起力』玉川大学出版部 1985
- 『「叱り効果」と「おだて効果」』講談社 1986
- 『手の人間学』愛知県教育サービスセンター編 第一法規出版東海支社 県民大学叢書 1986
- 『なごや深層ウォッチング 名古屋のヴィジョンとデザイン』黎明書房 1987
- 『幼児の"ふしぎ"な世界』第三文明社 灯台ブックス 1990
- 『知を開く 書物の読み解き方』黎明書房 1996
- 『知の裂け目』中日出版社 2003
- 『カタチをば裁ち直し居候 分ける知・絡む知・束ねる知』中日出版社 2008

### 共編著
- 『教育原理 教育演習双書 [新訂版]』共編著 学文社 1978
- 『対談・人間観と教育観』村井実共著 東洋館出版社 1979
- 『芸術と教育 創造の世界へ』編 講談社 人間の教育を考える 1981
- 『教育の哲学』井野正人,斎藤正二共編著 北樹出版 現代哲学選書 1982
- 『教育哲学の諸問題』編 名古屋大学出版会 1986

## 参考
- ISBN 978-4-88519-315-6
- 『現代日本人名録』2002年